# Ёлма (приток Вишеры)
Ёлма — река в России, протекает по Красновишерскому району Пермского края. Устье реки находится в 248 км от устья Вишеры по правому берегу. Длина реки составляет 27 км. В низовьях также обозначается на картах как Ёл.
Исток реки на юго-восточных склонах хребта Берёзовский Камень (Северный Урал) близ границы с Чердынским районом в 12 км к северо-западу от посёлка Велс. Река течёт на юг, всё течение проходит по ненаселённой местности, среди холмов, покрытых елово-пихтовой тайгой. Течение — быстрое, характер течения — горный. Впадает в Вишеру примерно посредине между посёлками Вая и Велс. Ширина реки у устья около 10 метров, скорость течения — 0,5 м/с.

## Данные водного реестра
По данным государственного водного реестра России относится к Камскому бассейновому округу, водохозяйственный участок реки — Кама от водомерного поста у села Бондюг до города Березники, речной подбассейн реки — бассейны притоков Камы до впадения Белой. Речной бассейн реки — Кама.
Код объекта в государственном водном реестре — 10010100212111100004419.